# 26.ª División (Ejército Imperial Japonés)
La 26.ª División (第26師団, Dai-nijūroku Shidan) fue una división de infantería del Ejército Imperial Japonés. Su mote era División Primavera (泉兵団, Izumi Heidan). La 26.ª División se formó el 30 de septiembre de 1937 a partir de los tres regimientos de infantería independientes de la 11.ª Brigada Mixta Independiente original y componentes de reserva de varias divisiones con base en Manchukuo. Tiene la distinción de ser la primera división triangular japonesa.

## Combates
Con la intención inicial de ser una fuerza de guarnición para brindar seguridad al centro de Manchukuo, el 4 de julio de 1938 se adjuntó al Ejército de Guarnición de Mongolia en formación en la Mongolia Interior. La 26.ª División había participado en la Ofensiva de Invierno de 1939-1940. Acuartelada inicialmente en Datong, primero se usó para detener un ataque chino en Xinyang el 22 de diciembre de 1939. Más tarde, la 26.ª División se usó para relevar a la sitiada Baotou el 28 de enero de 1940. El 4 de febrero de 1940, la 26.ª División rompió las fuerzas opositoras chinas cerca de Baotou, invadió Wuyuan y avanzó hacia el distrito de Linhe. El contraataque chino resultó en la batalla de Wuyuan del 16 de marzo de 1940 y la 26.ª División se retiró a Baotou del 30 al 31 de marzo de 1940.
El 18 de marzo de 1943, se disolvió la 26.ª brigada de infantería y los regimientos de infantería quedaron subordinados directamente al comando de la división.
Con la situación crítica en la guerra del Pacífico contra los Estados Unidos, el 1 de julio de 1944, la 26.ª División fue transferida al 14.º Ejército japonés de Área con base en Manila, Filipinas. El regimiento de reconocimiento fue disuelto por innecesario. La división había sufrido grandes pérdidas (alrededor de 7.000 muertos) de camino a Manila cuando los submarinos estadounidenses emboscaron al Convoy Hi-71.
Además, el aterrizaje en Ormoc el 9 de noviembre de 1944 se produjo en medio de la batalla de la bahía de Ormoc, por lo que los barcos de transporte se vieron obligados a partir antes, antes de descargar todo el equipo y los suministros, solo para hundirse en la ruta de regreso. También se hundieron muchos de los barcos de suministro y refuerzo posteriores. La 26.ª División atacó posiciones estadounidenses en la batalla de la cresta de Shoestring el 28 de noviembre de 1944, lo que resultó en un punto muerto táctico hasta el 5 de diciembre de 1944, cuando las fuerzas japonesas se retiraron entre el río Palanas y el río Tabgas en Albuera, donde las defensas japonesas aguantaron unos días más. El 6 de diciembre de 1944, un batallón de la 26.ª División participó en la batalla de los Aeródromos junto con los restos de la 16.ª División, pero después de algunos éxitos iniciales fue derrotado el 9 de diciembre de 1944. La 26.ª División fue aniquilada en gran parte durante la batalla de Leyte el 23 de diciembre de 1944 y todo contacto con el mando central se perdió hasta principios de marzo de 1945. Pocos soldados sobrevivieron en las montañas de Mérida e Isabel hasta la rendición de Japón el 15 de agosto de 1945.